# David Driessen
David Driessen (Venlo, 24 november 1994) is een Nederlands voetballer die als linksbuiten speelt.

## Carrière
David Driessen speelde in de jeugd van Fortuna Sittard, maar kwam hier nooit in actie voor het eerste elftal. In 2015 vertrok hij transfervrij naar Achilles '29, waar hij zijn debuut maakte op 13 januari 2017. Dit was in de met 0-1 verloren thuiswedstrijd tegen zijn oude club Fortuna Sittard. Driessen kwam in de 74e minuut in het veld voor Imran Oulad Omar. Ook speelde hij voor Jong Achilles '29 in de Derde divisie zondag. Medio 2017 keerde hij terug bij zijn jeugdclub Venlosche Boys.

### Statistieken
| Seizoen                        | Club           | Land           | Competitie     | Competitie | Competitie | Beker | Beker | Totaal | Totaal |
| Seizoen                        | Club           | Land           | Competitie     | Wed.       | Dlp.       | Wed.  | Dlp.  | Wed.   | Dlp.   |
| ------------------------------ | -------------- | -------------- | -------------- | ---------- | ---------- | ----- | ----- | ------ | ------ |
| 2016/17                        | Achilles '29   | Nederland      | Eerste divisie | 1          | 0          | 0     | 0     | 1      | 0      |
| Carrièretotaal                 | Carrièretotaal | Carrièretotaal | Carrièretotaal | 1          | 0          | 0     | 0     | 1      | 0      |
| Bijgewerkt op 19 februari 2017 |                |                |                |            |            |       |       |        |        |